# Cervera del Llano
Cervera del Llano és un municipi de la província de Conca a la comunitat autònoma de Castella-La Manxa (Espanya).

## Demografia
| 1991 | 1996 | 2001 | 2004 |
| ---- | ---- | ---- | ---- |
| 303  | 320  | 319  | 296  |